# Pierre Delavène
Pierre Delavène, né le 25 juillet 1977, est un acteur et professeur d'art dramatique français.

## Biographie
Ce Sancerrois, fils de vigneron, a d'abord fait ses études à l'École centrale de Lyon avant de s'orienter vers le théâtre.
Acteur, puis professeur d'art dramatique, il dirige depuis 2006 le Cours Cochet qu'il a développé : cours en région, cours le soir, le samedi, master classes, stages, etc. En 2013, le Cours Cochet devient le Cours Cochet-Delavene.
De 2011 à 2015, il dirige l'Auguste Théâtre (anciennement la Comedia), 6 impasse Lamier, Paris 11e. En septembre 2013, il y crée Acteur+, école de cinéma, théâtre, écriture et spectacle. En 2014, il crée l'Auguste Festival, concours de comédiens autour de plusieurs thèmes, le théâtre, l'humour, la musique et la poésie.
En 2015, dans le cadre de la COP21, il lit des extraits du livre de Sylvain Tesson, Dans les forêts de Sibérie, au ministère de l'Écologie et du Développement durable.
Après les attentats du 13 novembre, il rend hommage aux victimes en organisant une soirée à la Pépinière Théâtre, Paris 2e, qui réunit une trentaine d'artistes.
Il est également producteur, metteur en scène et coach. Il produit ou coproduit des spectacles (Ma grammaire fait du vélo, les Nuits de la colère, Second rôle, etc.).
Il intervient régulièrement en entreprises, dans le cadre de prise de parole en public, notamment auprès des dirigeants d'entreprise et de collectivités.
En 2018, il signe sa première écriture théâtrale avec Second rôle.
Il met en place en 2018 un partenariat avec l'hôpital Necker afin de proposer des lectures au chevet des malades.

## Théâtre
- 2002 : Joue dans Chat en poche de Georges Feydeau, tournée internationale. Rôle de Lanoix de Veau.
- 2002, 2003 : Joue dans Doit-on le dire ? d'Eugène Labiche, mise en scène Jean-Laurent Cochet, Théâtre Mouffetard, Théâtre Tristan Bernard, Théâtre Tête d'Or Lyon. Nomination aux Molières.
- 2004 : Joue dans Monsieur Vernet de Jules Renard, rôle de Monsieur Henri, Théâtre 14 Jean-Marie Serreau.
- 2005 : Joue dans Le Veilleur de nuit de Sacha Guitry. Premier rôle (rôle de Sacha Guitry), Théâtre des Bouffes-Parisiens, Direction Jean-Claude Brialy.
- 2006 :  Organise les Master Classes du Cours Cochet, Théâtre de la Pépinière-Opéra.
- 2007 : Joue Dorante dans Les Fausses Confidences de Marivaux, en tournée, avec Christian Morin.
- 2007 : Met en scène La Leçon de Eugène Ionesco au Théâtre de la Mutualité.
- 2008 : Joue Egas Coelho dans La Reine morte de Henry de Montherlant, mise en scène Jean-Laurent Cochet, Théâtre 14 Jean-Marie Serreau.
- 2008 : Joue dans Correspondance inattendue de Sacha Guitry, Théâtre Tristan Bernard.
- 2008, 2009 : Joue le rôle de Christian Martin dans Oscar de Claude Magnier, mise en scène Philippe Hersen, avec Bernard Farcy, tournée.
- 2009 : Joue Quand La Fontaine nous est conté, récital de Fables de La Fontaine, Musée Gustave Moreau.
- 2009 : Correspondance inattendue de Sacha Guitry, en tournée.
- 2009 : Participation comme auteur au Festival des pièces courtes, Paris 9e.
- 2010 : Joue et met en scène Aimer de Paul Géraldy, avec Delphine Depardieu, La Comedia, Paris. De septembre 2010 à février 2011.
- 2011 : Met en scène Albertine disparue de Marcel Proust, avec Jean-Laurent Cochet qui lit l'œuvre pendant 20 heures d'affilée Salle Gaveau. Janvier 2011.
- 2011 : Coproduit Tu m'as sauvé la vie de Sacha Guitry, avec Jean-Laurent Cochet et Jean-Pierre Castaldi à la Pépinière Théâtre. De juin à septembre 2011.
- 2012 : Joue l'avocat de Jésus dans L'Affaire Nazareth de Hippolyte Wouters. Février, Mars à l'Auguste Théâtre.
- 2017 : Met en scène "Soirée affable Jean de la Fontaine", Théâtre des Feux de la rampe, Paris 9e
- 2018 : Met en scène "Soirée affable Victor Hugo", Théâtre La Bruyère, Paris 9e
- 2018 : coécrit avec Jean-Philippe Zappa le spectacle "Second rôle", mise en scène Gérard Moulévrier, avec Ludovic Berthillot, Théâtre de Dix heures, Paris 18e.